# Life for Rent (canción)
«Life for Rent» (en español: «Vida en alquiler») es una canción interpretada por la cantautora inglesa Dido. Fue publicado como el segundo sencillo de su segundo álbum de estudio Life for Rent (2003).

## Listado de canciones
1. «Life For Rent» (versión del álbum)
2. «Life For Rent» (Skinny 4 Rent Mix)
3. «Stoned» (Spiritchaser Mix)
4. «Life For Rent» (video)

## Listas de popularidad
| Lista (2003)                      | Posición más alta |
| --------------------------------- | ----------------- |
| Australian Singles Chart          | 23                |
| Billboard Hot Digital Tracks      | 5                 |
| Eurochart Hot 100 Singles         | 15                |
| Irish Singles Chart               | 1                 |
| Listas musicales de Alemania      | 18                |
| Listas musicales de Bélgica       | 24                |
| Listas musicales de Finlandia     | 1                 |
| Listas musicales de Francia       | 20                |
| Listas musicales de Italia        | 1                 |
| Nederlandse Top 40 (Países Bajos) | 9                 |
| New Zealand Singles Chart         | 8                 |
| Sverigetopplistan (Suecia)        | 15                |
| Swiss Record Charts               | 13                |
| UK Singles Chart                  | 8                 |
| Ö3 Austria Top 40                 | 23                |